# Monte Landis
Monte Landis (20. april 1933) er en amerikansk stemmeskuespiller født i Glasgow, Scotland.